# یودایرتورای
یودایرتورای (به لاتین: Udaiyarthurai) یک شهر کوچک در سری‌لانکا است که در استان شمالی (سری‌لانکا) واقع شده‌است.